# Hlinița, Noua Suliță
Hlinița, întâlnit și sub formele Hlinița pe Prut, Arboreni și Gai (în ucraineană Гай, transliterat Hai, în rusă Гай și în germană Hlinitza) este un sat în raionul Noua Suliță din regiunea Cernăuți (Ucraina), depinzând administrativ de comuna Boian. Are 351 locuitori, preponderent  români.
Satul este situat la o altitudine de 219 metri, în partea de centru-vest a raionului Noua Suliță.

## Istorie
Localitatea Hlinița a făcut parte încă de la înființare din regiunea istorică Bucovina a Principatului Moldovei. După anexarea Bucovinei de către Imperiul Habsburgic în anul 1775, localitatea Hlinița a făcut parte din Ducatul Bucovinei, guvernat de către austrieci, făcând parte din districtul Sadagura (în germană Sadagora).  
După Unirea Bucovinei cu România la 28 noiembrie 1918, satul Hlinița a făcut parte din componența României, în Plasa Prutului a județului Cernăuți. Pe atunci, majoritatea populației era formată din români. 
Ca urmare a Pactului Ribbentrop-Molotov (1939), Bucovina de Nord a fost anexată de către URSS la 28 iunie 1940, reintrând în componența României în perioada 1941-1944. Apoi, Bucovina de Nord a fost reocupată de către URSS în anul 1944 și integrată în componența RSS Ucrainene. 
Începând din anul 1991, satul Hlinița face parte din raionul Noua Suliță al regiunii Cernăuți din cadrul Ucrainei independente. Conform recensământului din 1989, numărul locuitorilor care s-au declarat români plus moldoveni era de 264 (25+239), reprezentând 89,49% din populație . În prezent, satul are 351 locuitori, preponderent români.

## Demografie
Componența lingvistică a localității Hlinița
     Română (98,29%)
     Ucraineană (1,71%)
Conform recensământului din 2001, majoritatea populației localității Hlinița era vorbitoare de română (98,29%), existând în minoritate și vorbitori de ucraineană (1,71%).
1989: 295 (recensământ)
2007: 351 (estimare)

### Recensământul din 1930
Componența etnică a comunei Hlinița pe Prut (județul Cernăuți)
     Români (95,92%)
     Evrei (1,02%)
     Ruteni (0,75%)
     Polonezi (2,31%)
Componența confesională a comunei Hlinița pe Prut
     Ortodocși (70,72%)
     Greco-catolici (25,95%)
     Romano-catolici (2,31%)
     Mozaici (1,02%)
Conform recensământului efectuat în 1930, populația comunei Hlinița pe Prut se ridica la 1.472 locuitori. Majoritatea locuitorilor erau români (95,92%), cu o minoritate de ruteni (0,75%), una de evrei (1,02%) și una de polonezi (2,31%). Din punct de vedere confesional, majoritatea locuitorilor erau ortodocși (70,72%), dar existau și mozaici (1,02%), romano-catolici (2,31%) și greco-catolici (25,95%).